# Санта-Каталина (Колумбия)
Санта-Каталина (исп. Santa Catalina) — город и муниципалитет на севере Колумбии, на территории департамента Боливар.

## История
Поселение, из которого позднее вырос город, было основано 2 июля 1744 года.

## Географическое положение

Муниципалитет Санта-Каталина

Город расположен в северной части департамента, в пределах Прикарибской низменности, на расстоянии приблизительно 27 километров к северо-востоку от города Картахена, административного центра департамента. Абсолютная высота — 46 метров над уровнем моря.
Муниципалитет Санта-Каталина граничит на юге с территориями муниципалитетов Клеменсия и Вильянуэва, на западе — с муниципалитетом Картахена, на востоке — с территорией департамента Атлантико, на севере омывается водами Карибского моря. Площадь муниципалитета составляет 153 км².

## Население
По данным Национального административного департамента статистики Колумбии, совокупная численность населения города и муниципалитета в 2015 году составляла 13 169 человек.
Динамика численности населения муниципалитета по годам:
| 2005   | 2006   | 2007   | 2008   | 2009   | 2010   | 2011   | 2012   | 2013   | 2014   | 2015   |
| ------ | ------ | ------ | ------ | ------ | ------ | ------ | ------ | ------ | ------ | ------ |
| 12 058 | 12 124 | 12 227 | 12 332 | 12 438 | 12 546 | 12 667 | 12 790 | 12 929 | 13 041 | 13 169 |

Согласно данным переписи 2005 года мужчины составляли 51,2 % от населения Санта-Каталины, женщины — соответственно 48,8 %. В расовом отношении белые и метисы составляли 86,6 % от населения города; негры, мулаты и райсальцы — 13,4 %.
Уровень грамотности среди всего населения составлял 86,6 %.

## Экономика
Основу экономики Санта-Каталины составляет сельское хозяйство, рыболовство, аквакультура, туризм и добыча полезных ископаемых.

49,6 % от общего числа городских и муниципальных предприятий составляют предприятия торговой сферы, 45,2 % — предприятия сферы обслуживания, 4,8 % — промышленные предприятия, 0,4 % — предприятия иных отраслей экономики.

## Транспорт
Через город проходит национальное шоссе № 90 (исп. Ruta Nacional 90).